# 德国足球东北地区联赛
德国足球东北地区联赛（德語：Fußball-Regionalliga Nordost）为德国足球的一个联赛，它是德国足球联赛系统中处于第四级的5个地区联赛之一，由东北德足球协会负责举办，参赛成员涵盖来自柏林州、勃兰登堡州、梅克伦堡-前波美拉尼亚州、萨克森-安哈尔特州、萨克森州及图林根州的足球俱乐部。该联赛的单季冠军需要参加升级附加赛以获得丙级联赛的参赛资格。该联赛还有2个降级至高级联赛以及2个由后者升级的名额，其中东北高级联赛南、北两个赛区的冠军可以直接升级。

## 赛制
东北地区联赛中的16支参赛球队将逐队参加主客场制的双循环比赛。单季排名第1的球队将连同另外四个地区联赛的冠军以及西南地区联赛的亚军进行升级附加赛，以确定参加来季丙级联赛的资格。而单季排名最末的两支球队将会降级至东北高级联赛。但同时取决于丙级联赛的冠军升级球队或榜尾降级球队若来自于东北德足球协会，则从东北地区联赛降级的球队数量有可能会增加。此外，职业足球俱乐部的预备队（二队）在东北地区联赛中的参赛数量不可超过7支，超额的预备队都必须转移至其它的地区联赛。丙级联赛参赛俱乐部的预备队亦不允许参加地区联赛。

## 历史

### 第三级别联赛（1994–2000）

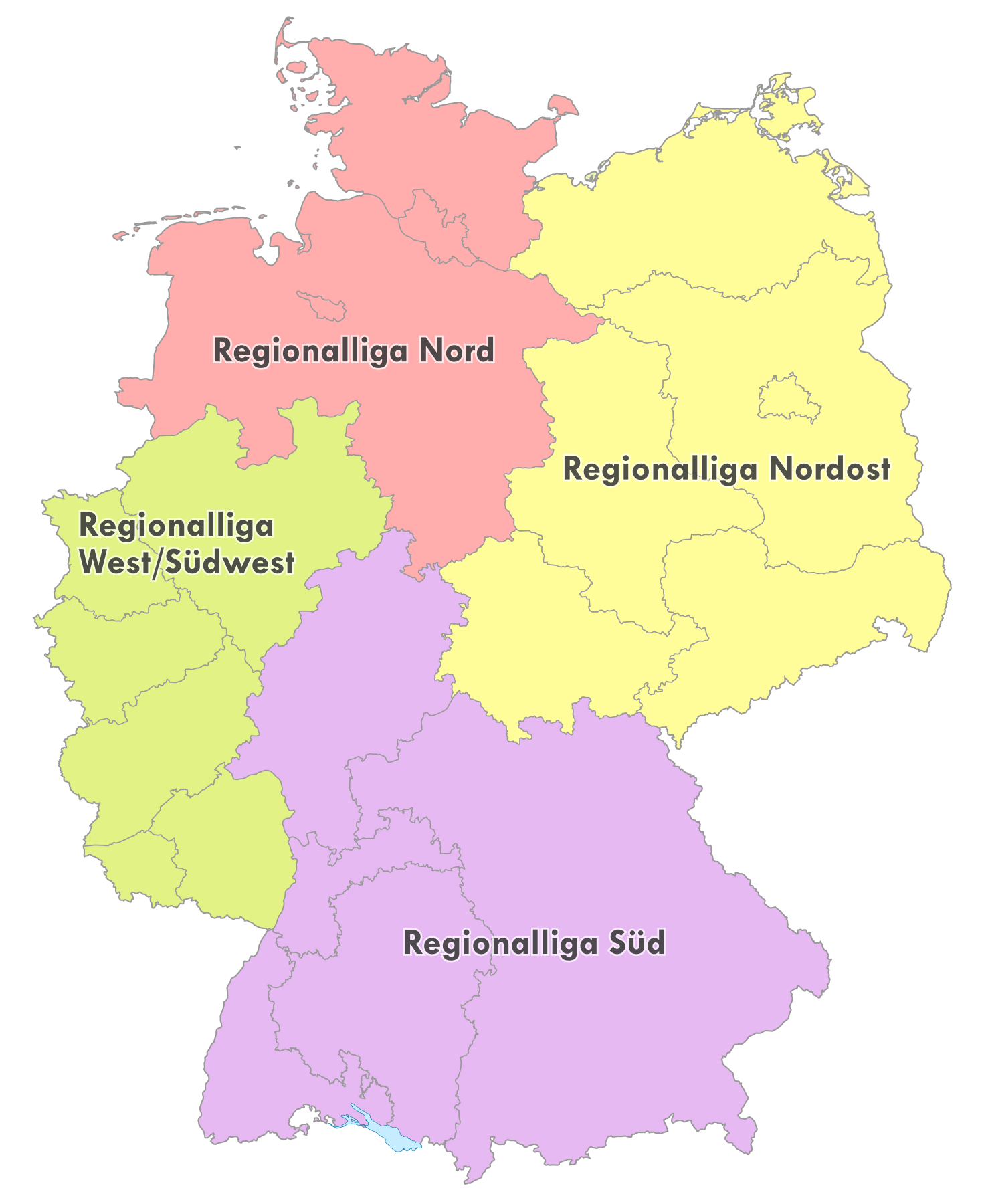
1994年至2000年的地区联赛分区

四轨制的地区联赛是自1994-95赛季作为德国足球联赛系统的第三级别联赛成立，并取代了原本处于第三级的高级联赛。除了东北地区联赛外，地区联赛还划分有北部地区联赛、西部/西南地区联赛和南部地区联赛。原本地区联赛应该只有三轨制，分为北部/东北、西部/西南和南部。但由于北部和东北部地区的疆域面积占了德国近一半的领土，这使得相应的地区足球协会就共同分区提请了上诉。因此在首个赛季中，德国足球协会临时批准北部和东北被分裂为2个不同的赛区。
在首个赛季中，有以下足球俱乐部成为了东北地区联赛的创始球队：
- 从1993-94赛季乙级联赛降级的2支东北德足协辖下球队：耶拿卡尔蔡司、柏林普鲁士网球
- 从1993-94赛季东北高级联赛（德语：Fußball-Oberliga Nordost 1993/94）的北、中、南赛区晋级的球队：
  - 北区：勃兰登堡钢铁（德语：FC Stahl Brandenburg）、艾森许滕斯塔特钢铁（德语：Eisenhüttenstädter FC Stahl）、莱尼肯多夫狐狸（德语：Füchse Berlin Reinickendorf）、柏林迪纳摩、斯潘道、拉特诺光学（德语：FSV Optik Rathenow）
  - 中区：柏林联盟、科特布斯能量、柏林土耳其人（德语：Türkiyemspor Berlin）、施滕达尔火车头（德语：1. FC Lok Stendal）、柏林赫塔业余队、策伦多夫赫塔（德语：Hertha Zehlendorf）
  - 南区：红白埃尔福特、奥厄、萨克森莱比锡、比绍夫斯韦尔达（德语：Bischofswerdaer FV 08）

从第二个赛季开始，北部和东北地区的分立被正式批准，但前提条件是两个联赛只允许拥有1个升入乙级联赛的名额。这意味着自1995-96赛期起，两个联赛的冠军将需要进行升级附加赛以确定升级资格。经过受影响足协对于不公正规则进行的多次抗议后，附加赛的负方自1997-98赛季起被授予了第二个升级的机会。它将在另一个附加赛中与西部/西南和南部的亚军争夺最后一个升级名额。
在1999-00赛季结束后，地区联赛的数量由4个减少为2个，这使得东北地区联赛被解散，而符合资格的球队将被分配至重新调整的南部及北部两个联赛之中。在积分榜排名第2至第6位的球队（德累斯顿、奥厄、耶拿卡尔蔡司、巴贝尔斯贝格03、萨克森莱比锡）可以直接获得新双轨制联赛的参赛资格。而排名第7的红白埃尔福特通过与东北高级联赛冠军舍恩贝格95进行主客场制的附加赛后，以4比2的总比分获得了最后一个参加新地区联赛的名额。耶拿卡尔蔡司和红白埃尔福特最终被分入南部赛区，其他球队则被分入北部赛区。而排名第8或以下的球队则被全数降入高级联赛。

### 第四级别联赛（自2012）

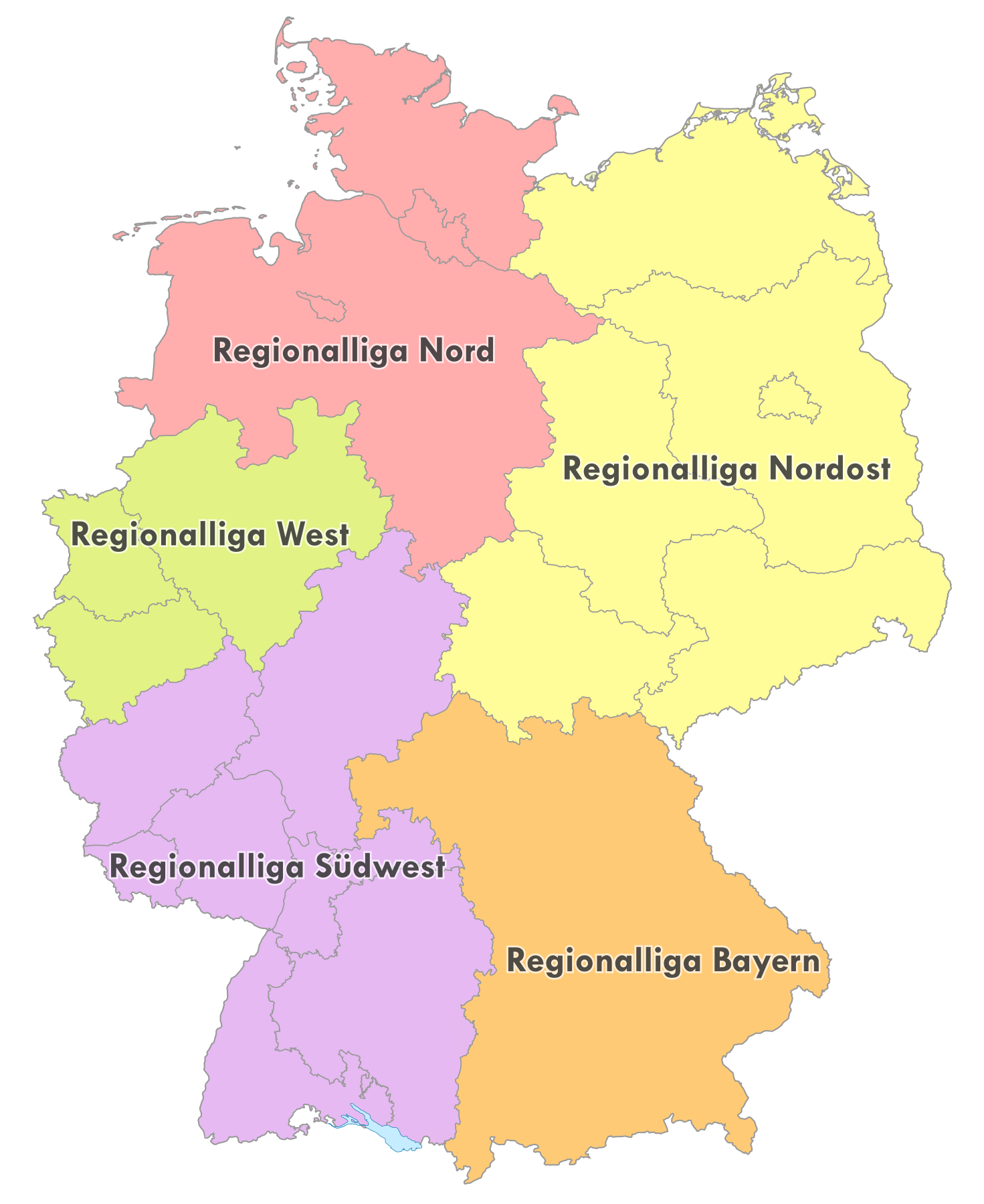
自2012年起实施的新地区联赛分区

自2012-13赛季起，德国足协将地区联赛的组织管理交由5个地方足球协会负责。同时，地区联赛原有3个根据地理范围划分的北部、西部和南部赛区被解散，取而代之的是5个独立联赛，分别为北部地区联赛、东北地区联赛、西部地区联赛、西南地区联赛和巴伐利亚地区联赛。

#### 升、降级
- 升级至丙级联赛

单季排名第1的球队将连同另外四个地区联赛的冠军以及西南地区联赛的亚军进行升级附加赛，以确定参加来季丙级联赛的资格。
- 从东北地区联赛降级

单季排名第15及第16位的两支球队将会降级至东北高级联赛。但若东北地区联赛的冠军成功升入丙级联赛，而且没有东北德足协辖下的球队从后者降级，则只有排名第16位的球队降入高级联赛。而若有多支东北德足协辖下的球队从丙级联赛降级，则东北地区联赛在来季的参赛球队会作相应的扩充。此外，若有3支东北德足协辖下的球队从丙级联赛降级，而东北地区联赛的冠军无法升入丙级联赛，则排名第14位的球队也需要降入高级联赛。
- 升级至东北地区联赛

东北高级联赛内南、北两个赛区的冠军可以直接升级。

## 2014-15赛季参赛球队
| - 奥尔巴赫 - 巴贝尔斯贝格03 - 柏林AK07 - 柏林赫塔二队 - 柏林胜利 - 柏林联盟二队 - 哈尔贝尔斯塔特 - 耶拿卡尔蔡司 | - 莱比锡火车头 - 马格德堡 - 莫伊瑟尔维茨 - 诺伊斯特雷利茨 - 北豪森勇敢 - 普劳恩 - 拉特诺光学 - 茨维考 |

## 历届冠亚军
| 年份 | 冠军           | 亚军           |
| ---- | -------------- | -------------- |
| 1995 | 耶拿卡尔蔡司   | 萨克森莱比锡   |
| 1996 | 柏林普鲁士网球 | 柏林联盟       |
| 1997 | 科特布斯能量   | 奥厄           |
| 1998 | 柏林普鲁士网球 | 德累斯顿迪纳摩 |
| 1999 | 开姆尼茨       | 莱比锡火车头   |
| 2000 | 柏林联盟       | 德累斯顿       |
| 2013 | 莱比锡RB       | 耶拿卡尔蔡司   |
| 2014 | 诺伊斯特雷利茨 | 马格德堡       |
| 2015 | 马格德堡       | 茨维考         |
| 2016 | 茨维考         | 柏林AK         |
| 2017 | 卡尔蔡司耶拿   | 科特布斯能量   |
| 2018 | 科特布斯能量   | 诺德豪森勇敢   |
| 2019 | 开姆尼茨       | 柏林人07       |
| 2020 | 莱比锡火车头   | 老格里尼克     |
| 2021 | 维多利亚柏林   | 老格里尼克     |
| 2022 | 柏林迪納摩     | 卡爾蔡斯耶拿   |
| 2023 | 科特布斯能量   | 卡爾蔡斯耶拿   |
| 2024 | 科特布斯能量   | 格赖夫斯瓦尔德 |

（粗体队名 = 升级）
来源：. Das deutsche Fussball-Archiv.   [2008-03-19]. （原始内容存档于2019-09-05）.